# HTTP管線化

Schema of non-pipelined vs. pipelined connection.

HTTP管線化（英語：HTTP pipelining）是將多個HTTP请求（request）整批送出的技術，而在傳送過程中不需先等待服务器的回應。
請求結果管線化使得 HTML 網頁載入時間動態提升，特別是在具體有高延遲的連接環境下，如衛星上網。在寬頻連接中，加速不是那麼顯著的，因為需要伺服器端要遵循 HTTP/1.1 協議，必須按照客戶端发送的請求順序来回复請求，這樣整個連接還是先進先出的，隊頭阻塞（HOL blocking）可能會發生，造成延迟。未來的 HTTP/2.0 或者SPDY中的異步操作將會解決這個問題。因為它可能將多個 HTTP 請求填充在一個TCP數據包內，HTTP 管線化需要在網絡上傳輸較少的 TCP 數據包，減少了網絡負載。
管線化機制須透過永久連線（persistent connection）完成，並且只有 GET 和 HEAD 等要求可以進行管線化，非幂等的方法，例如POST将不会被管线化。连续的 GET 和 HEAD 请求总可以管线化的。一个连续的幂等请求，如 GET，HEAD，PUT，DELETE，是否可以被管线化取决于一连串请求是否依赖于其他的。此外，初次建立連線時也不應啟動管線機制，因為對方（伺服器）不一定支援 HTTP/1.1 版本的協定。
HTTP 管线化同时依赖于客户端和服务器的支持。遵守 HTTP/1.1 的服务器支持管线化。这并不是意味着服务器需要提供管线化的回复，而只是要求在收到管线化的请求时候不会失败。